# Timothy Ball
Timothy Francis Ball (* 5. November 1938; † 24. September 2022) war ein kanadischer Geograph, bekannt für seine Zeitungskommentare und Auftritte, bei denen er die menschengemachte globale Erwärmung bestritt. Zwischen 1988 und 1996 hatte er einen Lehrstuhl am Institut für Geographie der Universität Winnipeg inne.

## Ausbildung und Karriere
Ball erzielte 1970 einen Bachelor-Abschluss an der Universität von Manitoba, gefolgt von einem Master im folgenden Jahr. 1983 promovierte er an der Queen Mary Universität, London zum Thema Climatic Change in Central Canada: A  Preliminary Analysis of Weather Information from Hudson’s Bay Company Forts at York Factory and Churchill Factory, 1714–1850. Nach einigen Jahren als Dozent und Assistenzprofessor wurde er 1988 zum ordentlichen Professor, bis er die Hochschule 1996 verließ. Seitdem trat Ball für diverse Klimaleugnerorganisationen als Autor, Berater, Redner und Kommentator zu den Themen Globale Erwärmung und Klimawandel auf.

## Wissenschaftliche Tätigkeit
1984 gründete Ball das Rupert’s Land Research Centre, ein Geschichtsverein zu einem als Ruperts Land bekannten Teil Kanadas. Bis 1996 war er zudem dessen Vorsitzender. Ball gab 2006 in seinem Lebenslauf an, in seiner Karriere 51 wissenschaftliche Beiträge veröffentlicht zu haben, von denen 32 direkt mit Klima und Atmosphäre in Verbindung stünden. Nach Hoggan und Littlemore ergab eine zu diesem Zeitpunkt durchgeführte Suche im Web of Science, der umfassendsten Datenbank für peer-reviewte Studien, dass Ball tatsächlich in seiner ganzen Karriere nur vier begutachtete Paper verfasst habe, von denen kein einziges auch nur lose in Verbindung mit der Atmosphärenforschung stünde. Balls einzige wissenschaftliche Veröffentlichungen mit Bezug zum Klimawandel sind zwei in den 1980er Jahren erschienene Artikel über die Migration von Gänsen im Klimawandel und zur Verlagerung der Waldtundra in Zentralkanada. Aufgrund dieser geringen Forschungstätigkeit sowie Balls medialer Omnipräsenz, argumentieren Hoggan und Littlemore, dass es „nur wenige ‚skeptische Wissenschaftler‘ gebe, die derart wenig tatsächliche Expertise und so viel Ambitionen“ hätten wie Ball.

## Standpunkt zum Klimawandel
Ball bestritt die menschengemachte Erderwärmung und vertrat diese Meinung offensiv in einer Vielzahl von Reden und Presseartikeln. Laut dem amerikanischen Geologen Powell (2012) hielt er 2000–2011 über 600 Reden zum Thema „Wissenschaft und Umwelt“ und verfasste zwischen 2002 und 2007 zahlreiche Meinungsartikel und Leserbriefe in diversen kanadischen Zeitungen. Er war zugleich Mitglied in verschiedenen Klimaleugnerorganisationen wie der von der Öl- und Gasindustrie finanzierten Frontgruppe Friends of Science oder dem Natural Resources Stewardship Project. In seiner Rolle als „Experte“ der organisierten Klimawandelleugnerszene war er als Berater und „Experte“ zum Thema Klimawandel in Rechtsstreitigkeiten verwickelt, die einige Beachtung fanden.
Im Juni 2018 verfasste er einen Gastbeitrag für den Blog Watts Up With That, in dem er neben der menschengemachten Erderwärmung auch die Evolution in Frage stellte. Unter anderem behauptete er, die Evolutionstheorie sei nie wissenschaftlich getestet worden und es gebe keinen Beweis dafür, dass zunehmend neue Arten entstünden. Zudem erklärte er, dass die Evolutionstheorie zu Charles Darwins Zeiten vom „wissenschaftlichen Establishment“ genutzt worden sei, um die Religion zu bekämpfen, da jeder „automatisch als Kreationist gebrandmarkt“ worden sei, der Darwin herausgefordert hätte. Tatsächlich entstand die Idee vom Kreationismus als pseudowissenschaftliche Theorie erst rund ein Jahrhundert später; in den 1960er Jahren.

## Rechtsstreitigkeiten
Timothy Ball trat seit den 1990er Jahren u. a. auf Veranstaltungen des Heartland Institute wiederholt als Professor der Klimatologie auf. In einem Meinungsartikel im Calgary Herald vom 19. April 2006 wurde Ball im Vorwort als erster promovierter Klimatologe Kanadas bezeichnet und behauptet, er sei seit 28 Jahren Professor für Klimatologie. In diesem Artikel verunglimpfte Ball zwei andere kanadische Wissenschaftler, unter anderem Dan Johnson, Professor für Umweltwissenschaften an der University of Lethbridge. In einem Leserbrief widersprach Johnson diesen Aussagen und führte unter anderem aus, dass Ball noch gar nicht so lange Professor sein könne, weil er erst 1983 sein Ph.D. erhalten habe. Zudem argumentierte Johnson, dass es keine Anzeichen dafür gebe, dass Ball Klima- und Atmosphärenforschung betreibe.
Daraufhin verklagte Ball die Herausgeber der Zeitung, den Verlag, sowie Johnson und dessen Universität. Er argumentierte, dass Johnsons Replik seine Reputation als Umweltberater und Autor sowie seine Einkommensmöglichkeiten als „stark nachgefragter Redner in Sachen globale Erwärmung“ beschädigt habe. Die Zeitung blieb im Prozess bei ihrer Haltung und bestritt die von Ball für sich reklamierten „Glaubwürdigkeit und Referenzen als Experte für das Thema globale Erwärmung“. Stattdessen ergänzte sie, Ball würde vielmehr als „ein bezahlter Werbetreibender der Agenda der Öl- und Gasindustrie und nicht als ein praktizierender Wissenschaftler“ gesehen. Daraufhin zog er im Juni 2007 die angestrengte Klage zurück. Zuvor hatte er im Prozess eingeräumt, dass er lediglich acht Jahre Professor gewesen sei und dass seine Promotion in Geographie statt in Klimatologie erfolgt war. Auf der Webseite des Heartland Institute wird er weiterhin als promovierter Klimatologe geführt (Stand Dezember 2024).
Ball veröffentlichte Artikel zum Thema Klimawandel bei dem rechtskonservativen Online-Boulevardmagazin Canada Free Press, in denen er unter anderem die Kompetenz des Klimawissenschaftlers Andrew J. Weaver bestritt und ihn als Teil einer angeblichen politisch korrumpierten Kampagne, die die Gefahren des Klimawandels übertreibe, angriff. Die Canada Free Press zog den Artikel zurück. Weaver verklagte Ball 2011 wegen übler Nachrede. Der oberste Gerichtshof der kanadischen Provinz British Columbia schließlich entschied 2018 gegen Weaver: Er betrachtete Balls Artikel als äußerst fehlerhaft und ungenau, schlecht geschrieben und herabwürdigend, aber nicht als diffamierend an. Die beanstandeten Worte seien nicht ernsthaft geeignet, bei leidlich nachdenklichen und informierten Lesern die Reputation Weavers zu beschädigen. Das Berufungsgericht von British Columbia, bei dem Weaver Einspruch gegen das Urteil eingelegt hatte, gab dem Einspruch im Jahr 2020 statt und verwies den Fall zurück an den Gerichtshof, weil dieser einigen Aspekten nicht ausreichend gewürdigt habe.
Ball wurde im Februar 2011 vom Klimawissenschaftler Michael E. Mann wegen Verleumdung verklagt. Der Prozess wurde im August 2019 wegen der langen Verfahrensdauer und Balls fortgeschrittenen Alters eingestellt.